# ديفيد براون (لاعب كرة قدم مواليد 1989)
ديفيد براون (بالإنجليزية: David Brown)‏ هو لاعب كرة قدم بريطاني في مركز الهجوم، ولد في 29 مايو 1989 في Tadcaster ‏ في المملكة المتحدة. لعب مع برادفورد سيتي وليدز يونايتد ونادي برادفورد بارك أفنيو ونوتينغهام فورست.

## وصلات خارجية
- ديفيد براون (لاعب كرة قدم مواليد 1989) على موقع قاعدة بيانات كرة القدم.إي يو (الإنجليزية)
- ديفيد براون (لاعب كرة قدم مواليد 1989) على موقع Soccerbase.com (لاعب) (الإنجليزية)